# 門出站
門出站（日语：／ Kadode eki */?）是位於靜岡縣島田市橫岡新田，屬於大井川鐵道的大井川本線車站。此站為大井川本線自1985年日切站以來的新車站。

## 歷史
- 2019年（令和元年）8月2日：相關持份者同意於新東名高速道路島田金谷交匯處（日语：島田金谷インターチェンジ）附近建設交流據点「KADODE OOIGAWA」和新站[3]。
- 2020年（令和2年）
  - 9月25日：車站名稱改名為「門出站」[1]。
  - 11月12日：車站啟用[1][2][4]。

## 車站構造
大井川農業協同組合（JA大井川）、島田市、大井川鐵道和中日本高速道路4間公司於新東名高速道路島田金谷交匯處附近建設了商業設施「KADODE OOIGAWA」，設施內設置了車站。此站是無人車站，設有1面1線的單式月台，月台長42米。月台鄰接候車室，與「KADODE OOIGAWA」內的設施。

## 車站周邊
- KADODE OOIGAWA
- 國道473號（日语：国道473号）
- 新東名高速道路島田金谷交匯處（日语：島田金谷インターチェンジ）

## 相鄰車站
大井川鐵道
大井川本線
合格－門出－神尾

## 注腳
1. 1 2 3 4 5 6   (新闻稿). 大井川鐵道. 2020-09-25  [2020-09-26]. （原始内容存档于2020-09-25） （日语）.
2. 1 2 3  . 中日新聞. 2020-09-26  [2020-09-26]. （原始内容存档于2020-09-26） （日语）.
3. ↑  . 讀賣新聞. 2019-08-07  [2020-09-26]. （原始内容存档于2019-11-22） （日语）.
4. 1 2  . 静岡新聞. 2020-11-12  [2020-11-12]. （原始内容存档于2020-11-12） （日语）.

## 外部連結
- 大井川鐵道 （页面存档备份，存于）（日語）